# Thomas Klinkert
Thomas Klinkert (* 22. Oktober 1964) ist ein deutscher Romanist.

## Leben
Nach dem Studium (1985–1991) der Fächer Romanistik und Germanistik an der Universität München sowie des Faches Lettres modernes an der Universität Amiens (1987/1988) erwarb er 1991  das erste Staatsexamen für das Lehramt an Gymnasien in Französisch und Deutsch (LMU München) bei Rainer Warning und 1988 das Licence d’enseignement (Amiens). Nach der Promotion in romanischer Philologie 1994 in München bei Rainer Warning und 2001 der Habilitation in romanischer Philologie an der Universität Regensburg bei Hermann H. Wetzel war er von 2003 bis 2007 Professor (C4) für Romanische Philologie (französische, spanische und italienische Literaturwissenschaft) an der Universität Mannheim und von 2007 bis 2015 Professor (W3) für Romanische Philologie (französische und italienische Literaturwissenschaft) an der Albert-Ludwigs-Universität Freiburg. Seit 2015 ist er ordentlicher Professor für französische Literaturwissenschaft an der Universität Zürich.
Seine Arbeitsschwerpunkte sind Literatur und Wissen, Erzählliteratur des 20. Jahrhunderts, Literatur und (kulturelles) Gedächtnis, Muße, Literatur und historische Semantik (insbes. Liebessemantik), Selbstreflexivität der Literatur, Literaturtheorie (insbes. Systemtheoretische Literaturwissenschaft) und Methodik der Textanalyse, historische Schwerpunkte: Tre Corone, Aufklärung, Romantik, 19. und 20. Jahrhundert und wichtigste Autoren: Dante, Rousseau, Diderot, Baudelaire, Proust, Pirandello, Claude Simon, Jorge Semprún.